# Tarif ibn Malik
Tarif ibn Malik (Arabisch: طريف بن مالك) was een commandant onder Tariq ibn Ziyad, de Berber, moslim en Omajjaden generaal. Hij leidde in 711 de verovering van Visigotisch Spanje. Historische bronnen zijn het niet eens over de vraag of hij van Berber of Arabische afkomst was.

## Biografie
In juli 710 stuurde Tariq Tarif op een inval om de zuidelijke kustlijn van het Iberische Schiereiland te testen. Volgens de legende werd hij bijgestaan door Julian, graaf van Ceuta, als gids en afgezant.
Over deze inval schrijft Edward Gibbon: "Honderd Arabieren en vierhonderd Afrikanen passeerden in vier schepen van Tanger of Ceuta; de plaats van hun afdaling aan de overkant van de zeestraat wordt gekenmerkt door de naam van Tarif, hun leider" wat vandaag de stad Tarifa is. Ze gingen van daaruit verder om het terrein langs de kust opnieuw te bezoeken als een mogelijke toegangspoort voor een grotere aanval, waarbij ze achttien mijl door een heuvelachtig land naar het kasteel en de stad Julian liepen; waarop (het wordt nog steeds Algezire genoemd) de naam geschonken van het groene eiland, van een groene cape die zich naar de zee voortbeweegt ". Daar werden ze gastvrij ontvangen door ondersteunende christenen - misschien graaf Julians verwanten, vrienden en aanhangers.
Het eindresultaat was een succesvolle aanval op een onbewaakt deel van Andalusië, gevolgd door de veilige terugkeer van de overvallers met plundering en gevangenen. Dit overtuigde Tariq dat Iberië met succes kon worden binnengevallen.
Tarif vergezelde vervolgens Tariq ibn-Ziyad, een andere moslim-generaal van Berberse afkomst. Deze laatste lanceerde de islamitische verovering van Visigotisch Spanje en versloeg koning Roderik in de Slag bij Guadalete in 711.